# Selle de Thuringe
Le Selle de Thuringe (allemand : Thüringer Warmblut) est une race de chevaux de selle originaire de Thuringe, en Allemagne. Jadis gérée comme une race séparée, elle n'existe plus en tant que telle depuis sa fusion dans le Cheval de sport allemand, en 2003.

## Dénomination et classification
Thüringer Warmblut, en allemand, signifie mot à mot « Sang-chaud de Thuringe » en français. La traduction personnelle retenue par l'auteure du guide Delachaux est « Selle de Thuringe ». Dans cet ouvrage contenant par ailleurs de nombreuses erreurs, le Selle de Thuringe est indiqué comme étant la même race que le Sang-chaud lourd de Saxe-Thuringe, qui est pourtant classé dans DAD-IS et par d'autres sources comme étant une race séparée.

## Histoire
Le selle de Thuringe partage des origines communes avec le Frison oriental, et était jadis employé comme cheval de labour et monture militaire.
En 1997, 1 006 individus appartenant à cette race sont recensés.
Depuis 2003, le selle de Thuringe ne possède plus de stud-book séparé, et est géré dans celui du cheval de sport allemand,.

## Description
La base de données DAD-IS indique une taille moyenne de 1,65 m chez mâles comme chez les juments, le guide Delachaux indiquant une taille moyenne allant de 1,58 m à 1,68 m.
La tête, de profil rectiligne, est attachée à une longue encolure bien musclée. Le dos est assez long, le garrot sorti. La croupe est légèrement inclinée et bien musclée.
Toutes les couleurs de robe sont possibles, mais celle-ci est le plus souvent baie ou noire, et présente peu de marques blanches.

## Utilisations
La race est élevée en priorité pour la selle, et appréciée comme cheval de loisir familial. Elle est performante en attelage de compétition.

## Diffusion de l'élevage
Il est classé comme race locale native d'Allemagne. La race est propre à la Thuringe, dans le nord-est de l'Allemagne. En 2004, l'effectif enregistré est de 750 têtes. L'étude menée par l'université d'Uppsala, publiée en août 2010 pour la FAO, le signale comme une race locale européenne en danger d'extinction. Le niveau de menace sur la race (2018) n'est pas renseigné sur DAD-IS.

### Races domestiques originaires de Thuringe
- Âne de la forêt de Thuringe
- Barbu de Thuringe
- Bouclier de Thuringe
- Chamois de Thuringe
- Chèvre de Thuringe
- Hirondelle de Thuringe